# Неошо (река)
Нео́шо (Ниошо; англ. Neosho River) — река в Северной Америке, левый приток Арканзаса, протекает по территории штатов Канзас и Оклахома в центральной части США.
Длина реки составляет 463 мили (745 км). Площадь водосборного бассейна — 54 550 км². Средний расход воды — 254 м³/с.
Название Неошо имеет индейское происхождение и означает «чистая холодная вода».
Истоки реки находятся в округе Моррис. Река течёт в юго-восточном направлении, в низовье поворачивает на юго-запад и постепенно смещается на юг. Впадает в Арканзас на высоте 149 м над уровнем моря около города Маскоги.